# Équipe des États-Unis de soccer à la Coupe du monde 2010
Cet article relate le parcours de l'équipe des États-Unis lors de la Coupe du monde de football 2010 organisée en Afrique du Sud du 11 juin au 11 juillet 2010.

## Effectif
| Numéro / Nom       | Numéro / Nom          | Équipe                   | Sél. (but)      | Date de naissance | J.              |                 |                 |                 |                 |
| Gardiens de but    | Gardiens de but       | Gardiens de but          | Gardiens de but | Gardiens de but   | Gardiens de but | Gardiens de but | Gardiens de but | Gardiens de but | Gardiens de but |
| ------------------ | --------------------- | ------------------------ | --------------- | ----------------- | --------------- | --------------- | --------------- | --------------- | --------------- |
| 1                  | Tim Howard            | Everton                  | 49 (0)          | 6 mars 1979       | 4               | -               | -               | -               | -               |
| 18                 | Brad Guzan            | Aston Villa              | 15 (0)          | 9 septembre 1984  | -               | -               | -               | -               | -               |
| 23                 | Marcus Hahnemann      | Wolverhampton Wanderers  | 6 (0)           | 15 juin 1972      | -               | -               | -               | -               | -               |
| Défenseurs         |                       |                          |                 |                   |                 |                 |                 |                 |                 |
| 2                  | Jonathan Spector      | West Ham United          | 24 (0)          | 1er mars 1986     | -               | -               | -               | -               | -               |
| 3                  | Carlos Bocanegra      | Stade rennais            | 77 (12)         | 25 mai 1979       | 4               | -               | 1               | -               | -               |
| 5                  | Oguchi Onyewu         | AC Milan                 | 51 (5)          | 13 mai 1982       | 2               | -               | -               | -               | -               |
| 6                  | Steve Cherundolo      | Hanovre 96               | 57 (2)          | 19 février 1979   | 4               | -               | 2               | -               | -               |
| 12                 | Jonathan Bornstein    | Chivas USA               | 29 (2)          | 7 novembre 1984   | 2               | -               | -               | -               | -               |
| 15                 | Jay DeMerit           | Watford                  | 17 (0)          | 4 décembre 1979   | 4               | -               | 1               | -               | -               |
| 21                 | Clarence Goodson      | IK Start                 | 11 (2)          | 17 mai 1982       | -               | -               | -               | -               | -               |
| Milieux de terrain |                       |                          |                 |                   |                 |                 |                 |                 |                 |
| 4                  | Michael Bradley       | Borussia Mönchengladbach | 41 (7)          | 31 juillet 1987   | 4               | 1               | -               | -               | -               |
| 7                  | DaMarcus Beasley      | Glasgow Rangers          | 90 (17)         | 24 mai 1982       | 1               | -               | 1               | -               | -               |
| 8                  | Clint Dempsey         | Fulham                   | 61 (18)         | 9 mars 1983       | 4               | 1               | -               | -               | -               |
| 10                 | Landon Donovan        | Los Angeles Galaxy       | 121 (42)        | 4 mars 1982       | 4               | 3               | -               | -               | -               |
| 11                 | Stuart Holden         | Bolton Wanderers         | 12 (2)          | 1er août 1985     | 1               | -               | -               | -               | -               |
| 13                 | Ricardo Clark         | Eintracht Francfort      | 27 (2)          | 10 mars 1983      | 2               | -               | 1               | -               | -               |
| 16                 | José Francisco Torres | CF Pachuca               | 8 (0)           | 29 octobre 1987   | 1               | -               | -               | -               | -               |
| 19                 | Maurice Edu           | Glasgow Rangers          | 13 (1)          | 18 avril 1986     | 3               | -               | -               | -               | -               |
| 22                 | Benny Feilhaber       | AGF Århus                | 31 (2)          | 19 janvier 1985   | 3               | -               | -               | -               | -               |
| Attaquants         |                       |                          |                 |                   |                 |                 |                 |                 |                 |
| 9                  | Herculez Gomez        | CF Puebla                | 3 (1)           | 6 avril 1982      | 3               | -               | -               | -               | -               |
| 14                 | Edson Buddle          | Los Angeles Galaxy       | 2 (0)           | 21 mai 1981       | 2               | -               | -               | -               | -               |
| 17                 | Jozy Altidore         | Hull City                | 24 (8)          | 6 novembre 1989   | 4               | -               | 1               | -               | -               |
| 20                 | Robbie Findley        | Real Salt Lake           | 4 (0)           | 4 août 1985       | 3               | -               | 2               | -               | -               |
| Sélectionneur      |                       |                          |                 |                   |                 |                 |                 |                 |                 |
|                    | Bob Bradley           |                          |                 | 3 mars 1958       |                 |                 |                 |                 |                 |

 = capitaine --  Gardien de butDéfenseurMilieu de terrainAttaquantSélectionneur

## Qualifications

### Deuxième tour
Le tirage au sort du deuxième tour voit les Américains être opposés à la sélection de la Barbade. Les deux équipes ne s'étaient plus rencontrées depuis 2000, lors d'un match de qualifications pour la Coupe du monde 2002 gagné 4-0 à Bridgetown.
| Équipe 1   | Résultat | Équipe 2 | Aller | Retour |
| ---------- | -------- | -------- | ----- | ------ |
| États-Unis | 9-0      | Barbade  | 8-0   | 1-0    |

### Troisième tour
Après la qualification contre la Barbade, les hommes de Bob Bradley arrivent au troisième tour, où ils se retrouvent dans un groupe composé de Trinité-et-Tobago, du Guatemala et de Cuba. Les Américains font un parcours remarquable avec une seule défaite et 14 buts inscrits contre seulement 3 encaissés.

#### Groupe 1
| Rang | Équipe            | Pts | J | G | N | P | Bp | Bc | Diff |  | Résultats (▼ dom., ► ext.) |     |     |     |     |
| ---- | ----------------- | --- | - | - | - | - | -- | -- | ---- |  | -------------------------- | --- | --- | --- | --- |
| 1    | États-Unis        | 15  | 6 | 5 | 0 | 1 | 14 | 3  | +11  |  | États-Unis                 |     | 3-0 | 2-0 | 6-1 |
| 2    | Trinité-et-Tobago | 11  | 6 | 3 | 2 | 1 | 9  | 6  | +3   |  | Trinité-et-Tobago          | 2-1 |     | 1-1 | 3-0 |
| 3    | Guatemala         | 5   | 6 | 1 | 2 | 3 | 6  | 7  | -1   |  | Guatemala                  | 0-1 | 0-0 |     | 4-1 |
| 4    | Cuba              | 3   | 6 | 1 | 0 | 5 | 5  | 18 | -13  |  | Cuba                       | 0-1 | 1-3 | 2-1 |     |

### Quatrième tour
| Rang | Équipe            | Pts | J  | G | N | P | Bp | Bc | Diff |  | Résultats (▼ dom., ► ext.) |     |     |     |     |     |     |
| ---- | ----------------- | --- | -- | - | - | - | -- | -- | ---- |  | -------------------------- | --- | --- | --- | --- | --- | --- |
| 1    | États-Unis        | 20  | 10 | 6 | 2 | 2 | 19 | 13 | +6   |  | États-Unis                 |     | 2-0 | 2-1 | 2-2 | 2-1 | 3-0 |
| 2    | Mexique           | 19  | 10 | 6 | 1 | 3 | 18 | 12 | +6   |  | Mexique                    | 2-1 |     | 1-0 | 2-0 | 4-1 | 2-1 |
| 3    | Honduras          | 16  | 10 | 5 | 1 | 4 | 17 | 11 | +6   |  | Honduras                   | 2-3 | 3-1 |     | 4-0 | 1-0 | 4-1 |
| 4    | Costa Rica        | 16  | 10 | 5 | 1 | 4 | 15 | 15 | 0    |  | Costa Rica                 | 3-1 | 0-3 | 2-0 |     | 1-0 | 4-0 |
| 5    | Salvador          | 8   | 10 | 2 | 2 | 6 | 9  | 15 | -6   |  | Salvador                   | 2-2 | 2-1 | 0-1 | 1-0 |     | 2-2 |
| 6    | Trinité-et-Tobago | 6   | 10 | 1 | 3 | 6 | 10 | 22 | -12  |  | Trinité-et-Tobago          | 0-1 | 2-2 | 1-1 | 2-3 | 1-0 |     |

## Préparation
Pour se préparer à la Coupe du monde, la sélection américaine entame une tournée et six autres équipes à travers le monde.

## Coupe du monde

### Premier tour - groupe C
|   | Équipe     | Pts | J | G | N | P | BP | BC | Diff |
| - | ---------- | --- | - | - | - | - | -- | -- | ---- |
| 1 | États-Unis | 5   | 3 | 1 | 2 | 0 | 4  | 3  | +1   |
| 2 | Angleterre | 5   | 3 | 1 | 2 | 0 | 2  | 1  | +1   |
| 3 | Slovénie   | 4   | 3 | 1 | 1 | 1 | 3  | 3  | 0    |
| 4 | Algérie    | 1   | 3 | 0 | 1 | 2 | 0  | 2  | -2   |

| 12 juin | Angleterre | 1 - 1 | États-Unis |
| 13 juin | Algérie    | 0 - 1 | Slovénie   |
| 18 juin | Slovénie   | 2 - 2 | États-Unis |
| 18 juin | Angleterre | 0 - 0 | Algérie    |
| 23 juin | États-Unis | 1 - 0 | Algérie    |
| 23 juin | Slovénie   | 0 - 1 | Angleterre |

Les États-Unis se retrouvent dans le groupe C avec l'Angleterre, l'Algérie, et la Slovénie. Le grand choc du groupe sera la rencontre Angleterre-États-Unis. Les États-Unis s'en sortent donc avec un tirage plutôt clément, leur prestation lors de la Coupe des confédérations 2009 leur donnant un statut de favori avant leurs matches contre Slovènes et Algériens.

#### Angleterre - États-Unis
Les Américains encaissent d'entrée de jeu un but à la 4e minute, inscrit par Steven Gerrard. Mais ils se ressaisissent et égalisent à la 40e grâce à une frappe de Clint Dempsey qui trompe un gardien anglais peu inspiré sur cette action. La seconde mi-temps est très disputée, Tim Howard le gardien américain, élu homme du match après la rencontre, multiplie les arrêts décisifs, secondé par un Oguchi Onyewu de gala. Une dernière occasion franche est à mettre au crédit de l'Américain Jozy Altidore qui frappe au but et que le gardien Robert Green dévie de justesse sur son poteau. Score final 1-1, un nul encourageant pour les Américains qui ont tenu tête de bien belle manière à l'un des favoris du mondial.
| 12 juin 2010                              | Angleterre        | 1 – 1   | États-Unis        | Royal Bafokeng Stadium, Rustenburg                                  |                                                                     |
| 20:30 (UTC+2) · Historique des rencontres | Steven Gerrard 4e | (1 – 1) | Clint Dempsey 40e | Spectateurs : 38 646 · Arbitrage : Carlos Simon · Photos du match · | Spectateurs : 38 646 · Arbitrage : Carlos Simon · Photos du match · |
| 20:30 (UTC+2) · Historique des rencontres | Rapport           |         |                   | Spectateurs : 38 646 · Arbitrage : Carlos Simon · Photos du match · | Spectateurs : 38 646 · Arbitrage : Carlos Simon · Photos du match · |

| Angleterre | États-Unis |

| Angleterre :    |    |                       |  |     |     |
|                 |    |                       |  |     |     |
| G               | 12 | Robert Green          |  |     |     |
| D               | 2  | Glen Johnson          |  |     |     |
| D               | 3  | Ashley Cole           |  |     |     |
| D               | 6  | John Terry            |  |     |     |
| D               | 20 | Ledley King           |  | 46e |     |
| M               | 4  | Steven Gerrard        |  |     | 61e |
| M               | 7  | Aaron Lennon          |  |     |     |
| M               | 8  | Frank Lampard         |  |     |     |
| M               | 16 | James Milner          |  | 31e | 26e |
| A               | 10 | Wayne Rooney          |  |     |     |
| A               | 21 | Emile Heskey          |  | 79e |     |
| Remplaçants :   |    |                       |  |     |     |
| D               | 18 | Jamie Carragher       |  | 46e | 60e |
| M               | 17 | Shaun Wright-Phillips |  | 31e |     |
| A               | 9  | Peter Crouch          |  | 79e |     |
| Sélectionneur : |    |                       |  |     |     |
| Fabio Capello   |    |                       |  |     |     |

| États-Unis :    |    |                  |  |     |     |
|                 |    |                  |  |     |     |
| G               | 1  | Tim Howard       |  |     |     |
| D               | 2  | Carlos Bocanegra |  |     |     |
| D               | 5  | Oguchi Onyewu    |  |     |     |
| D               | 6  | Steve Cherundolo |  |     | 39e |
| D               | 15 | Jay DeMerit      |  |     | 47e |
| M               | 4  | Michael Bradley  |  |     |     |
| M               | 8  | Clint Dempsey    |  |     |     |
| M               | 10 | Landon Donovan   |  |     |     |
| M               | 13 | Ricardo Clark    |  |     |     |
| A               | 17 | Jozy Altidore    |  | 86e |     |
| A               | 20 | Robbie Findley   |  | 77e | 74e |
| Remplaçants :   |    |                  |  |     |     |
| M               | 11 | Stuart Holden    |  | 86e |     |
| A               | 14 | Edson Buddle     |  | 77e |     |
| Sélectionneur : |    |                  |  |     |     |
| Bob Bradley     |    |                  |  |     |     |

| Assistants : Altemir Hausmann Roberto Braatz Quatrième arbitre : Eddy Maillet Cinquième arbitre : Evarist Menkouande Homme du match : Tim Howard |

#### Slovénie - États-Unis
Les Américains sont tendus d'entrée de jeu et prennent deux buts en première période face à la Slovénie, à la 13e minute par Valter Birsa sur un tir lointain qui lobe un Howard  masqué au départ de la frappe et trop avancé et à la 42e minute par Zlatan Ljubijankic sur une contre-attaque qui laisse Onyewu sur place, ce dernier ratant son piège du hors jeu. Dès le début de la deuxième période, les Américains se réveillent et Landon Donovan marque d'un coup de canon à la 48e minute dans un angle improbable. Les Américains reprennent « du poil de la bête », mais peinent à renverser la tendance. À partir de la 70e minute et un magnifique coup franc de Donovan, arrêté par le gardien slovène, les Américains prennent le jeu à leur compte. Il reste moins de dix minutes à jouer et l'égalisation arrive enfin : entré en cours de jeu, Herculez Gomez leurre la défense slovène avec un faux appel, permettant à Altidore de remiser de la tête pour Michael Bradley arrivant comme une fusée pour propulser du bout du pied la balle au-dessus du gardien slovène. Le score final est de 2-2. Les États-Unis auraient pourtant pu l'emporter 3-2 si l'arbitre malien de la rencontre, Koman Coulibaly, n'avait pas refusé le but de Maurice Edu à la suite d'un coup franc de Donovan à la 87e minute. Cette décision vaudra par ailleurs à cet arbitre malien de ne pas être retenu par la FIFA pour officier lors des tours suivants.
| 18 juin 2010                              | Slovénie                                  | 2 – 2   | États-Unis                               | Ellis Park, Johannesbourg                                              |                                                                        |
| 16:00 (UTC+2) · Historique des rencontres | Valter Birsa 13e · Zlatan Ljubijankič 42e | (2 – 0) | Landon Donovan 48e · Michael Bradley 84e | Spectateurs : 45 573 · Arbitrage : Koman Coulibaly · Photos du match · | Spectateurs : 45 573 · Arbitrage : Koman Coulibaly · Photos du match · |
| 16:00 (UTC+2) · Historique des rencontres | Rapport                                   |         |                                          | Spectateurs : 45 573 · Arbitrage : Koman Coulibaly · Photos du match · | Spectateurs : 45 573 · Arbitrage : Koman Coulibaly · Photos du match · |

| Slovénie | États-Unis |

| Slovénie :      |    |                          |       |       |     |
|                 |    |                          |       |       |     |
| G               | 1  | Samir Handanovič         |       |       |     |
| D               | 2  | Mišo Brečko              |       |       |     |
| D               | 4  | Marko Šuler              |       |       | 69e |
| D               | 5  | Boštjan Cesar            |       |       | 35e |
| D               | 13 | Bojan Jokić              |       |       | 75e |
| M               | 17 | Andraž Kirm              |       |       | 72e |
| M               | 8  | Robert Koren             |       |       |     |
| M               | 10 | Valter Birsa             | 87e   |       |     |
| M               | 18 | Aleksander Radosavljevič |       |       |     |
| A               | 9  | Zlatan Ljubijankič       | 74e   |       |     |
| A               | 11 | Milivoje Novakovič       |       |       |     |
| Remplaçants :   |    |                          |       |       |     |
| A               | 7  | Nejc Pečnik              | 74e   |       |     |
| A               | 14 | Zlatko Dedič             | 87e   | 90+4e |     |
| A               | 20 | Andrej Komac             | 90+4e |       |     |
| Sélectionneur : |    |                          |       |       |     |
| Matjaž Kek      |    |                          |       |       |     |

| États-Unis :    |    |                       |     |  |     |
|                 |    |                       |     |  |     |
| G               | 1  | Tim Howard            |     |  |     |
| D               | 6  | Steve Cherundolo      |     |  |     |
| D               | 15 | Jay DeMerit           |     |  |     |
| D               | 5  | Oguchi Onyewu         | 80e |  |     |
| D               | 3  | Carlos Bocanegra      |     |  |     |
| M               | 8  | Clint Dempsey         |     |  |     |
| M               | 4  | Michael Bradley       |     |  |     |
| M               | 16 | José Francisco Torres | 46e |  |     |
| M               | 10 | Landon Donovan        |     |  |     |
| A               | 17 | Jozy Altidore         |     |  |     |
| A               | 20 | Robbie Findley        | 46e |  | 40e |
| Remplaçants :   |    |                       |     |  |     |
| M               | 22 | Benny Feilhaber       | 46e |  |     |
| M               | 19 | Maurice Edu           | 46e |  |     |
| A               | 9  | Herculez Gomez        | 80e |  |     |
| Sélectionneur : |    |                       |     |  |     |
| Bob Bradley     |    |                       |     |  |     |

| Assistants : Redouane Achik Inacio Candido Quatrième arbitre : Subkhiddin Mohd Salleh Cinquième arbitre : Jeffrey Gek Pheng Homme du match : Landon Donovan |

#### États-Unis - Algérie
Dès l'entame du match, la défense américaine retombe dans ses travers et est sur le point d'encaisser un but, mais la barre transversale vient suppléer Tim Howard. Ensuite, les Américains vont progressivement asseoir leur domination. À la 20e minute, Herculez Gomez tire mais Raïs M'Bolhi le gardien algérien repousse la balle dans les pieds de l'attaquant américain. Celui ci fait alors une passe à Clint Dempsey qui n'a plus qu'a pousser le ballon dans les filets. Cependant le but est refusé pour un hors-jeu qui n'apparaît pourtant pas sur les ralentis, laissant une fois de plus le banc américain furieux. Le temps passe, Dempsey frappe sur le poteau et rate l'immanquable, le gardien algérien continue de multiplier les arrêts réflexes quand la lumière vient enfin dans le temps additionnel de la seconde mi-temps : Howard relance la balle à la main, Landon Donovan mène une contre attaque, passe la balle à Jozy Altidore qui centre à ras de terre pour Dempsey qui tire, la balle heurte une nouvelle fois le gardien algérien mais retombe au milieu de la surface de réparation devant la cage vide où Donovan s'empresse d'y glisser la balle d'un plat du pied, marquant ainsi le but de la qualification. Cerise sur le gâteau, les Américains terminent à la première place du groupe, en devançant les Anglais au nombre de buts marqués, et auront ainsi l'avantage d'affronter un second de groupe au tour suivant.
| 23 juin 2010                              | États-Unis           | 1–0   | Algérie | Loftus Versfeld Stadium, Pretoria                                         |                                                                           |
| 16:00 (UTC+2) · Historique des rencontres | Landon Donovan 90+3e | (0–0) |         | Spectateurs : 35 827 · Arbitrage : Frank De Bleeckere · Photos du match · | Spectateurs : 35 827 · Arbitrage : Frank De Bleeckere · Photos du match · |
| 16:00 (UTC+2) · Historique des rencontres | Rapport              |       |         | Spectateurs : 35 827 · Arbitrage : Frank De Bleeckere · Photos du match · | Spectateurs : 35 827 · Arbitrage : Frank De Bleeckere · Photos du match · |

| États-Unis |  | Algérie |

| États-Unis :    |             |                    |     |     |  |
|                 |             |                    |     |     |  |
| Gardien de but  | 1           | Tim Howard         |     |     |  |
|                 | 3           | Carlos Bocanegra   |     |     |  |
|                 | 4           | Michael Bradley    |     |     |  |
|                 | 6           | Steve Cherundolo   |     |     |  |
|                 | 8           | Clint Dempsey      |     |     |  |
|                 | 9           | Herculez Gomez     | 46e |     |  |
|                 | 10          | Landon Donovan     |     |     |  |
|                 | 12          | Jonathan Bornstein | 80e |     |  |
|                 | 15          | Jay DeMerit        |     |     |  |
|                 | 17          | Jozy Altidore      |     | 62e |  |
|                 | 19          | Maurice Edu        | 64e |     |  |
| Remplaçants :   |             |                    |     |     |  |
|                 | 14          | Edson Buddle       | 64e |     |  |
|                 | 22          | Benny Feilhaber    | 46e |     |  |
|                 | 7           | DaMarcus Beasley   | 80e |     |  |
| Sélectionneur : |             |                    |     |     |  |
|                 | Bob Bradley |                    |     |     |  |

| Algérie :       |               |                    |     |            |  |
|                 |               |                    |     |            |  |
| Gardien de but  | 23            | Raïs M'Bolhi       |     |            |  |
|                 | 2             | Madjid Bougherra   |     |            |  |
|                 | 3             | Nadir Belhadj      |     |            |  |
|                 | 4             | Antar Yahia        |     | 76e, 90+3e |  |
|                 | 5             | Rafik Halliche     |     |            |  |
|                 | 8             | Medhi Lacen        |     | 83e        |  |
|                 | 11            | Rafik Djebbour     | 65e |            |  |
|                 | 13            | Karim Matmour      | 85e |            |  |
|                 | 15            | Karim Ziani        | 69e |            |  |
|                 | 19            | Hassan Yebda       |     | 11e        |  |
|                 | 21            | Foued Kadir        |     |            |  |
| Remplaçants :   |               |                    |     |            |  |
|                 | 9             | Abdelkader Ghezzal | 69e |            |  |
|                 | 10            | Rafik Saïfi        | 85e |            |  |
|                 | 17            | Adlène Guedioura   | 65e |            |  |
| Sélectionneur : |               |                    |     |            |  |
|                 | Rabah Saâdane |                    |     |            |  |

| Arbitres assistants : Peter Hermans Walter Vromans Quatrième arbitre : Subkhiddin Mohd Salleh Commissaire de match : Yuxin Mu Homme du match : Landon Donovan |

### Huitième de finale

#### États-unis - Ghana
Favoris de leur 8e de finale contre le Ghana, les États-Unis manquent le coche et s'inclinent durant la prolongation (2-1) après avoir une nouvelle fois encaissé leurs deux buts en début de période, et avoir encore fait preuve de maladresse devant les buts.
Le Ghana ouvre le score rapidement (5e minute) par Kevin-Prince Boateng mais Landon Donovan égalise sur penalty. Lors de la première prolongation de la Coupe du monde, le rennais Asamoah Gyan permet au Ghana de devenir la troisième équipe africaine quart-de-finaliste d'un Mondial, après le Cameroun en 1990 et le Sénégal en 2002.
| 26 juin 2010                              | États-Unis                | 1 - 2 a.p. | Ghana                                      | Royal Bafokeng Stadium, Rustenburg                                   |                                                                      |
| 20:30 (UTC+2) · Historique des rencontres | Landon Donovan 62e (pen.) | (0 - 1)    | 5e Kevin-Prince Boateng · 93e Asamoah Gyan | Spectateurs : 34 976 · Arbitrage : Viktor Kassai · Photos du match · | Spectateurs : 34 976 · Arbitrage : Viktor Kassai · Photos du match · |
| 20:30 (UTC+2) · Historique des rencontres | Rapport                   |            |                                            | Spectateurs : 34 976 · Arbitrage : Viktor Kassai · Photos du match · | Spectateurs : 34 976 · Arbitrage : Viktor Kassai · Photos du match · |

| États-Unis | Ghana |

| États-Unis :    |    |                    |  |       |     |
|                 |    |                    |  |       |     |
| Gardien de but  | 1  | Tim Howard         |  |       |     |
|                 | 3  | Carlos Bocanegra   |  |       | 68e |
|                 | 4  | Michael Bradley    |  |       |     |
|                 | 6  | Steve Cherundolo   |  |       | 18e |
|                 | 8  | Clint Dempsey      |  |       |     |
|                 | 10 | Landon Donovan     |  |       |     |
|                 | 12 | Jonathan Bornstein |  |       |     |
|                 | 13 | Ricardo Clark      |  | 3e    | 7e  |
|                 | 15 | Jay DeMerit        |  |       |     |
|                 | 17 | Jozy Altidore      |  | 90+1e |     |
|                 | 20 | Robbie Findley     |  | 46e   |     |
| Remplaçants :   |    |                    |  |       |     |
|                 | 9  | Herculez Gomez     |  | 90+1e |     |
|                 | 19 | Maurice Edu        |  | 31e   |     |
|                 | 22 | Benny Feilhaber    |  | 46e   |     |
| Sélectionneur : |    |                    |  |       |     |
| Bob Bradley     |    |                    |  |       |     |

| Ghana :         |    |                      |  |      |       |
|                 |    |                      |  |      |       |
| Gardien de but  | 22 | Richard Kingson      |  |      |       |
|                 | 2  | Hans Sarpei          |  | 73e  |       |
|                 | 3  | Asamoah Gyan         |  |      |       |
|                 | 4  | John Pantsil         |  |      |       |
|                 | 5  | John Mensah          |  |      |       |
|                 | 6  | Anthony Annan        |  |      |       |
|                 | 7  | Samuel Inkoom        |  | 113e |       |
|                 | 8  | Jonathan Mensah      |  |      | 61e   |
|                 | 13 | André Ayew           |  |      | 90+2e |
|                 | 21 | Kwadwo Asamoah       |  |      |       |
|                 | 23 | Kevin-Prince Boateng |  | 78e  |       |
| Remplaçants :   |    |                      |  |      |       |
|                 | 10 | Stephen Appiah       |  | 78e  |       |
|                 | 11 | Sulley Muntari       |  | 113e |       |
|                 | 19 | Lee Addy             |  | 73e  |       |
| Sélectionneur : |    |                      |  |      |       |
| Milovan Rajevac |    |                      |  |      |       |

| Assistants : Gábor Erős Tibor Vámos Quatrième arbitre : Michael Hester Cinquième arbitre : Tevita Makasini Homme du match : André Ayew |